# Indiánské jazyky

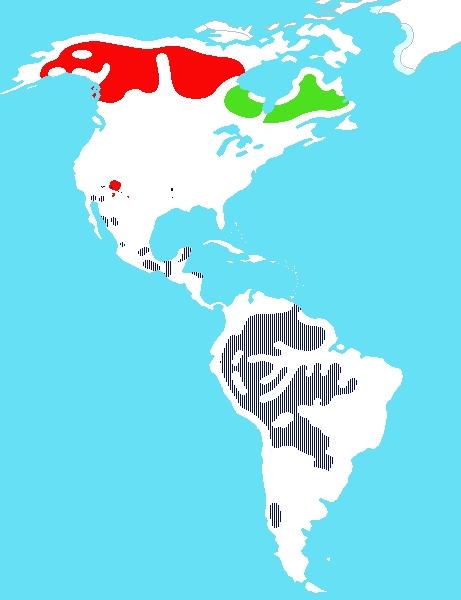
Současné rozšíření indiánských jazyků. Červeně jazyky na-dené, zeleně algické jazyky, modře všechny ostatní (přibližně 84 rodin)

Indiánské jazyky jsou umělou skupinou jazyků. Patří sem jazyky domorodých obyvatel Severní a Jižní Ameriky, celkem zhruba 600 jazyků a několik tisíc nářečí. Z tohoto velkého množství je jen několik set jazyků důkladně lingvisticky prozkoumaných, ale mezi nimi se najdou problematické jazyky, které nelze zařadit do genetického jazykového systému.
Indiánskými jazyky mluví přibližně 30 milionů lidí, drtivá většina mluvčích však připadá na několik málo jazyků, jako jsou kečuánština, guaraní, ajmarština, nahuatl, mayské jazyky, mapučština, v Severní Americe navažština. Mnoha indiánskými jazyky naopak mluví jen malé skupinky osob a jazyky často již nejsou předávány do další generace. Odhaduje se, že v posledních staletích se celkový počet indiánských jazyků zmenšil zhruba na polovinu.
Většina těchto jazyků nemá vlastní písmo, nebo používá písmo obrázkové. Mezoamerické jazyky jako olméčtina, zapotéčtina, mixtéčtina, purepeča a nahuatl v předkolumbovském období používaly piktografická písma, nejpokročilejší hieroglyfické písmo, kombinující piktografický a fonetický princip, užívali Mayové. Nejrozšířenější indiánské jazyky používají latinku, pouze Čerokíové od počátku 19. století používají slabičné písmo, které kombinuje grafické prvky latinky, cyrilice a alfabety.

Obrázkové písmo úzce souvisí se znakovými jazyky, které byly na americkém kontinentě velmi rozšířené a dlouhé časové období sloužily jako lingua franca pro mnoho indiánských kmenů. Tyto znakové jazyky jsou v současnosti rovněž na pokraji svého vymření. Vývoj a úpadek znakových jazyků mezi Indiány ilustruje Sněm indiánských mluvčí znakového jazyka nebo dílo Garricka Malleryho.

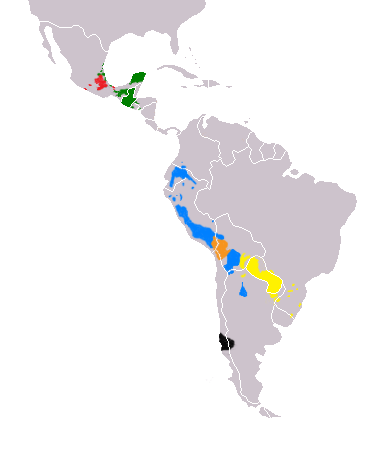
Nejpoužívanější indiánské jazyky na začátku 21. století: modře Kečuánština, žlutě Guaraní, oranžově Ajmarština, červeně Nahuatl, zeleně Mayské jazyky, černě Mapučština

## Indiánská slova v češtině
Z indiánských jazyků bylo v období 16.-19. století přejato mnoho slov do evropských jazyků (španělština, portugalština, francouzština, angličtina) a jejich prostřednictvím i do češtiny. Nejvíce z nich pochází z algických jazyků (například karibu, Manitou, squaw, tomahavk, vigvam, wapiti) nahuatlu (avokádo, čokoláda, kojot, tomato), jazyků aravackých (hamaka, kajman, kánoe, mangrove, savana), tupíjských (ananas, ara, jaguár, maniok, piraňa) nebo kečujštiny (koka, kondor, lama, pampa). Naopak některá slova, obecně spojovaná s indiány a pokládaná za indiánská, pochází ze španělštiny (pueblo, mustang) nebo francouzštiny (lakros, kalumet).
Z indiánských jazyků pochází také mnoho místních názvů v Severní, Střední i Jižní Americe, opět převažují názvy pocházející z algických jazyků (Connecticut, Chicago, Kentucky, Manhattan, Massachusetts, Mississippi, Ohio, Ottawa), dále irokézských (Kanada, Ontario, Toronto), siouxských (Dakota, Iowa, Kansas, Minnesota, Omaha), juto-aztéckých (Chiapas, Chihuahua, Mexiko, Oaxaca, Utah), aravackých (Guyana, Jamajka, Orinoko), kečujsko-ajmarských (Andy, Cuzco, Quito, Titicaca) a tupijských (Iguaçu, Paraguay, Paraná, Uruguay).

## Rozdělení
Počet indiánských jazykových rodin se obvykle pohybuje kolem čísla 86, izolovaných jazyků je asi 54. Tyto rodiny bývají sdružovány do jazykových kmenů - jejich členění se ovšem často liší podle jednotlivých autorů. Primárně se tyto jazyky dělí do dvou skupin na jazyky severní a jižní Ameriky. Stranou často stojí severoamerická rodina na-dené, která se řadí k širší americko-asijské rodině dené-jenisejských jazyků. Podle lingvisty Josepha Greenberga náleží většina domorodých amerických jazyků (krom jazyků na-dené a eskymácko-aleutských jazyků) do široce pojaté amerindské jazykové rodiny, tato teorie však dosud nebyla obecně přijata.

### Indiánské jazyky Severní a Střední Ameriky

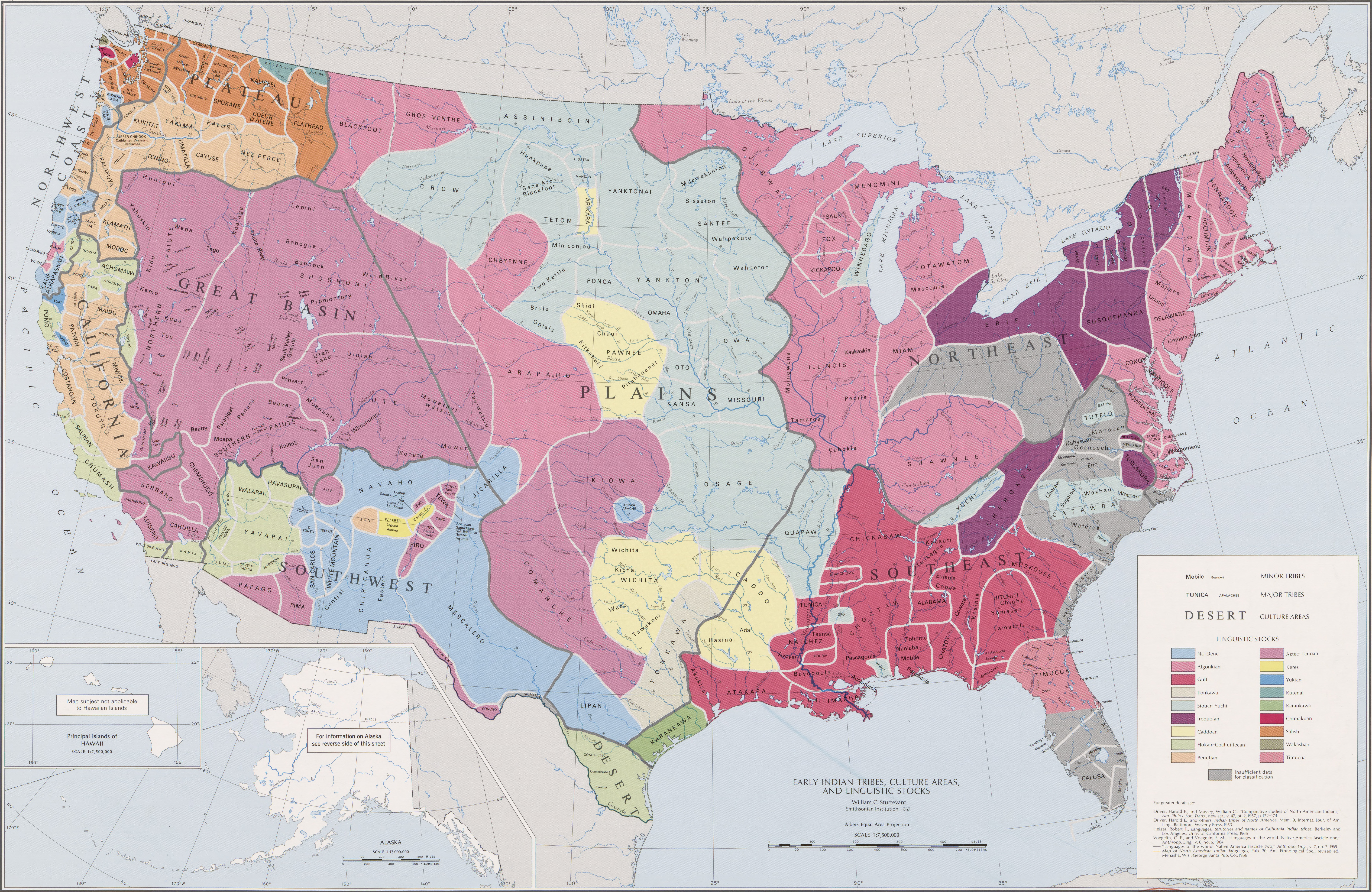
původní rozšíření indiánských jazyků v USA

Klasifikace byla zpracována na zákaldě klasifikace Josepha Greenberga, postavení některých jazyků je však sporné, ty jsou označeny otazníkem (?). Jedná se především o jazyky již vyhynule, o nichž není dostatek informací. Postavení maskogijských jazyků není dosud zcela jisté.

#### Klasifikace severoamerických jazyků
- dené-jenisejské jazyky
  - jazyky na-dené
    - athabasko - eyacké jazyky
      - jazyk eyak
      - severní athabaské jazyky (např. jazyk kutčin, jazyk čipevajan)
      - pacifické athabaské jazyky (např. jazyky hupa, kato, tolowa)
      - jižní athabaské jazyky (např. navažština, apačština)

    - jazyk tlingit
    - jazyk haida(?)
- makro-algonkinský kmen
  - algické jazyky
    - Jazyky wijot a jurok
    - algonkinské jazyky (např. kríjština, odžibvejština, mohykánština, šajenština, arapažština)

  - maskogijské jazyky
    - vlastní maskogisjké jazyky (např. jazyk maskogi, jazyk čokta)
    - jazyky načez-tunika (např. jazyk načez)
    - jazyk čitimača
    - jazyk timukua (?)

  - mosanské jazyky
    - sališské jazyky (např. jazyk sališ)
    - wakašské jazyky (např. jazyky kwakiutl a nutka)
    - čimakujské jazyky (jazyk quileut)

  - jazyk kutenai
  - jazyk beothuk
- makro-siuský kmen
  - siusko-katóbské jazyky (sújsko-katóbské j., siouxsko-katóbské j.)
    - siuské jazyky (např. lakotština)
    - katobské jazyky (např. jazyk katóba)
    - jazyk juči

  - irokézské jazyky (např. mohavština, kajugština, čerokíjština)
  - jazyky kaddo (např. pónyjština)
  - jazyky keres (např. keresština (akoma))
- jazykový kmen hoka
  - jazyky juma (např. jumština, mojavština)
  - jazyky karok-pomo (např. karočtina, pomština janaština, ačumawština)
  - čumašské jazyky
  - jazyk wašo
  - jazyky karankawa-coahuliteca
  - jazyk tonkawa (?)
- penutijský kmen
  - jazyky sahaptin-nez percé
  - jazyky modok-klamath
  - jazyky maidu-jokut
  - jazyky činuk-wintu (např. jazyk činuk)
  - jazyk tsimšjan
  - jazyk zuňi (?)
  - jazyky yuki-wappo (?)
- aztécko-tanoský kmen
  - kajova-tanoské jazyky (j. kiowa-tano) (např. kajovština)
  - juto-aztécké jazyky (např. komančštinam šošonština, pajutština)

#### Klasifikacemezoamerických jazyků
- penutijský kmen
  - mayské jazyky (např. yukatánská mayština, kičéština, lakandonština)
  - totonacké jazyky
  - jazyky miše-soke
  - jazyk taraska (?)
- aztécko-tanoský kmen
  - juto-aztécké jazyky (např. nahuatl (aztéčtina))
  - jazyky oto-mangue
    - jazyky otomí-pame (např. mazatéčtina)
    - olmécké jazyky (popolocké j.)
    - mištécké jazyky (mixtecké j.)
    - zapotécké jazyky
    - jazyky mangue-čorotega
- makro-čibčský kmen
  - čibčské jazyky (např. jazyk kuna)
  - jazyky misumalpa (např. jazyk miskito)
  - jazyky lenka-šinka

### Indiánské jazyky Jižní Ameriky
Indiánské jazyky Jižní Ameriky jsou umělou skupinou jazyků, kterými se hovoří převážně v Jižní Americe, ale také v Americe Střední. Řadí se sem asi 1500 jazyků a nářečí, z nichž pouze 600 je víceméně probádaných a známých. U těchto jazyků se velmi těžko rozlišují dialekty a vzájemná příbuznoust. O některých jazycích se již ví jen jako o vymřelých. Tyto jazyky se řadí do tzv. „indiánských jazyků“ a dále se člení na 3 kmeny.
- makro-čibčský kmen
  - jazyky čibča - (např. jazyky čibča, barbako, kogi)
  - jazyky janomamo
  - jazyk warao
  - jazyk kofán
  - jazyk čiročara
  - jazyky paez-kotonuko (např. jazyky čimú, močika, čoko, paez)
- žé-pano-karibský kmen
  - makrožéské jazyky
    - jazyky žé (např. kayapó, xavante, kaingang)
    - jazyk kariri
    - jazyky bororo
    - botokudské jazyky

  - makrokaribské jazyky
    - karibské jazyky (např. jazyky makiritari, jek'wana, wayana, pemón)
    - jazyky witoto-bora

  - makropanoské jazyky
    - jazyky pano (např. šipiva)
    - jazyky takana (např. jazyk eceˇje)

  - gvajkurúsko-matacké jazyky (např. jazyky matako, kaďuveo)
  - jazyk čarrúa (?)
- andsko-ekvatoriální kmen
  - andská makrorodina
    - kečumaránské jazyky (např. kečuánština, ajmarština)
    - zaparské jazyky (např. jazyk iquito)
    - jazyk waroani (?)
    - jazyky hibito-čolo
    - araukánské jazyky (např. mapučština)
    - čonské jazyky (např. theulenče, šelknam)
    - jazyk alakaluf
    - jazyk jaghan (?)

  - ekvatoriální makrorodina
    - tukanské jazyky
      - jazyky tukano (např. tukanština, desanština)
      - jazyky tikuna-siona
      - jazyk ňambikwara

    - tupijské jazyky (např. guaraní, mundurukú, tupijština)
    - jazyky pirahá-mura (např. jazyk pirahá
    - jazyky timote (?)
    - jazyky sáliva.piraroa
    - jazyky zamuko (např. čamakočtina)
    - jazyk urarina (?)
    - chívarské jazyky (např. jazyk chívaro)
    - makroaravacké jazyky
      - aravacké jazyky (např. taínština, goachirština)
      - jazyky uru-čipaja